# Harry Green
Henry Harold (Harry) Green (Islington, 15 juli 1886 - Streatham Hill, 12 maart 1934) was een Britse langeafstandsloper, die gespecialiseerd was in de marathon. Hij nam eenmaal deel aan de Olympische Spelen, maar won bij die gelegenheid geen medailles.

## Biografie
Green nam een aantal maal deel aan de Poly Marathon. In 1909 werd hij derde en in 1911 won hij zelfs deze wedstrijd in 2:46.29. In 1912 werd hij opnieuw derde en kwalificeerde zich hiermee voor de Olympische Spelen in Stockholm. Op deze Spelen eindigde Green op de veertiende plaats met een tijd van 2:52.11,4. De Zuid-Afrikaan Kenneth McArthur won deze wedstrijd in 2:36.54,8.
Green verbeterde op 12 mei 1913 in Londen het wereldrecord op de marathon. Met een tijd van 2:38.16,2 nam hij het record over van zijn landgenoot Frederick Barrett, die de afstand in 2:43.31 haf afgelegd. Tijdens de wedstrijd, die werd gelopen over 50 mijl, verbeterde hij ook het wereldrecord op de 2 uur (33.057 meter) en op de 25 mijl (2:29.04,0). Zijn record hield slechts negentien dagen stand. Op 31 mei 1913 verbeterde de Zweed Alexis Ahlgren het record opnieuw.
Green was aangesloten bij de Herne Hill Harriers.

## Persoonlijk record
| Onderdeel | Prestatie | Jaar |
| --------- | --------- | ---- |
| marathon  | 2:38.17   | 1913 |

## Palmares

### marathon
- 1909:  Poly Marathon - 2:49.01
- 1910: 4e marathon van Salisbury - 2:55.12
- 1911:  Poly Marathon - 2:46.29
- 1912:  Poly Marathon - 2:39.23
- 1912: 14e OS - 2:52.11,4